# Lista de casas e filiais do Futebol Clube do Porto
Esta é uma lista das casas e filiais do Futebol Clube do Porto.

## Casas
O FC Porto conta com 95 casas do clube oficiais espalhadas pelo mundo, com ou sem (*) sede física:

### Portugal
- Distrito de Aveiro
  - Casa FC Porto Arrifana*
  - Casa FC Porto Albergaria-a-Velha
  - Casa FC Porto Argoncilhe
  - Casa FC Porto Arouca
  - Casa FC Porto Cesar
  - Casa FC Porto Espinho
  - Casa FC Porto Fiães
  - Casa FC Porto Gião
  - Casa FC Porto Mozelos
  - Casa FC Porto Murtosa
  - Casa FC Porto Ovar
  - Casa FC Porto Paços de Brandão / Terras de Santa Maria
  - Casa FC Porto Romariz
  - Casa FC Porto São João da Madeira
  - Casa FC Porto Santa Maria da Feira
  - Casa FC Porto Sever do Vouga*
  - Casa FC Porto Vale de Cambra

- Distrito de Braga
  - Casa FC Porto Amares
  - Casa FC Porto Celorico de Basto
  - Casa FC Porto Esposende
  - Casa FC Porto Póvoa de Lanhoso
  - Casa FC Porto Vale de Vizela
  - Casa FC Porto Vale do Ave
  - Casa FC Porto Vila Nova de Famalicão
  - Casa FC Porto Vila Verde

- Distrito de Bragança
  - Casa FC Porto Alfândega da Fé
  - Casa FC Porto Macedo de Cavaleiros*
  - Casa FC Porto Miranda do Douro*
  - Casa FC Porto Mirandela

- Distrito de Coimbra
  - Casa FC Porto Cantanhede
  - Casa FC Porto Coimbra
  - Casa FC Porto Mira
  - Casa FC Porto Penacova*

- Distrito de Castelo Branco
  - Casa FC Porto Covilhã

- Distrito de Faro
  - Casa FC Porto S. Bartolomeu de Messines / Algarve*
  - Casa FC Porto Portimão / Barlavento Algarvio*
  - Casa FC Porto Olhão
  - Casa FC Porto Quarteira

- Distrito da Guarda
  - Casa FC Porto Figueira de Castelo Rodrigo
  - Casa FC Porto Seia

- Distrito de Leiria
  - Casa FC Porto Caldas da Rainha / Oeste

- Distrito de Lisboa
  - Casa FC Porto Lisboa
  - Dragões da TAP*

- Distrito do Porto
  - Casa FC Porto Afurada
  - Casa FC Porto Amarante
  - Casa FC Porto Baião
  - Casa FC Porto Felgueiras
  - Casa FC Porto Freamunde
  - Casa FC Porto Marco de Canaveses
  - Casa FC Porto Paços de Ferreira
  - Casa FC Porto Penafiel
  - Casa FC Porto Rebordosa*
  - Casa FC Porto Rio Tinto
  - Casa FC Porto Sobreira
  - Casa FC Porto Trofa

- Distrito de Santarém
  - Casa FC Porto Torres Novas*

- Distrito de Setúbal
  - Casa FC Porto Santo André / Litoral Alentejano
  - Casa FC Porto Setúbal

- Distrito de Viana do Castelo
  - Casa FC Porto Caminha
  - Casa FC Porto Monção
  - Casa FC Porto Paredes de Coura*
  - Casa FC Porto Ponte da Barca
  - Casa FC Porto Ponte de Lima*
  - Casa FC Porto Viana do Castelo*

- Distrito de Vila Real
  - Casa FC Porto Boticas*
  - Casa FC Porto Chaves
  - Casa FC Porto Régua
  - Casa FC Porto Vila Pouca de Aguiar
  - Casa FC Porto Vila Real

- Distrito de Viseu
  - Casa FC Porto Cinfães
  - Casa FC Porto Lamego
  - Casa FC Porto Moimenta da Beira
  - Casa FC Porto Resende
  - Casa FC Porto Tabuaço
  - Casa FC Porto Viseu

- Região Autónoma dos Açores
  - Casa FC Porto Faial
  - Casa FC Porto Terceira*
  - Casa FC Porto São Miguel / Açores

### Europa
- Espanha
  - Casa FC Porto Madrid*

- França
  - Casa FC Porto Paris*

- Luxemburgo
  - Casa FC Porto Luxembourgo

- Reino Unido
  - Casa FC Porto Jersey
  - Casa FC Porto Londres

- Suíça
  - Casa FC Porto Lausanne
  - Casa FC Porto Sion

### América do Norte
- Canadá
  - Casa FC Porto London Canadá*
  - Casa FC Porto Toronto

- Estados Unidos da América
  - Casa FC Porto Long Island*
  - Casa FC Porto New Jersey*
  - Casa FC Porto New York*
  - Casa FC Porto Southern New England*

### América do Sul
- Venezuela
  - Casa FC Porto Caracas

### África
- Angola
  - Casa FC Porto Luanda

### Ásia
- China
  - Casa FC Porto Macau*

### Oceânia
- Austrália
  - Casa FC Porto Sydney*

## Filiais
Ao longo da sua história, o FC Porto contou com 72 clubes filiais:

### Portugal
- Distrito de Aveiro
  - FC Pampilhosa (filial n.º 6)
  - FC Samel (filial n.º 15)
  - FC Arouca (filial n.º 40)
  - Dragões de Arrifana (filial n.º 63)
  - FC Santa Joana (filial n.º 70)

- Distrito de Braga
  - FC Famalicão (filial n.º 4)
  - FC Vizela (filial n.º 13)
  - FC Amares (filial n.º 16)

- Distrito de Bragança
  - CF Carrazeda de Ansiães (filial n.º 11)
  - FC Vinhais (filial n.º 21)

- Distrito de Coimbra
  - FC Oliveira do Hospital (filial n.º 8)
  - FC Figueira da Foz (filial n.º 68)

- Distrito de Faro
  - FC São Luís (filial n.º 9)
  - FC Bias (filial n.º 50)

- Distrito da Guarda
  - União FC Arcozelo (filial n.º 10)
  - FC Porto da Guarda (filial n.º 67)

- Distrito de Leiria
  - FC Caldas (filial n.º 31)

- Distrito de Lisboa
  - FC Lisboa (filial n.º 14)

- Distrito do Porto
  - Varzim SC (filial n.º 1)
  - SC Nun'Alvares (filial n.º 3)
  - FC Infesta (filial n.º 7)
  - CF São Félix da Marinha (filial n.º 18)
  - FC Pedras Rubras (filial n.º 20)
  - Imperial SC Sobreirense (filial n.º 25)
  - FC Lixa (filial n.º 26)
  - FC Cête (filial n.º 27)
  - FC Penafiel (filial n.º 32)
  - FC Paços de Ferreira (filial n.º 35)
  - FC Alpendorada (filial n.º 36)
  - ADR Ponte Rio Tinto (filial n.º 37)
  - FC Ramalde (filial n.º 38)
  - FC Lapa (filial n.º 39)
  - ADIFC Ribas (filial n.º 58)
  - FC Cerco do Porto (filial n.º 62)

- Distrito de Vila Real
  - FC Fontelas (filial n.º 12)
  - SC Régua (filial n.º 24)

- Distrito de Viseu
  - GD Resende (filial n.º 2)
  - FC Ranhados (filial n.º 33)
  - CF de Carregal do Sal (filial n.º 34)

- Região Autónoma dos Açores
  - Marítimo SC (filial n.º 22)
  - UD Praiense (filial n.º 23)
  - FC Flamengos (filial n.º 54)

- Região Autónoma da Madeira
  - FC Bom Sucesso (filial n.º 28)

### Europa
- França
  - FC La Portugaise Porto (filial n.º 44)
  - FC Portugueses (filial n.º 48)

- Luxemburgo
  - FC Porto Luxembourg (filial n.º 51)

### América do Sul
- Venezuela
  - FC Porto Venezuela (filial n.º 43)

### África
- Angola
  - FC Luanda (filial n.º 5)
  - FC Cabinda (filial n.º 29)
  - FC Uíge (filial n.º 71)

- Cabo Verde
  - FC Derby (filial n.º 65)

- Guiné-Bissau
  - FC Tombali (filial n.º 19)
  - FC Canchungo (filial n.º 30)
  - Hafia FC Bafatá (filial n.º 72)

### Ásia
- China
  - FC Porto Macau (filial n.º 59)

## Ligações Externas
- Casas FC Porto